# New Marske
New Marske är en by i Redcar and Cleveland i North Yorkshire i England. Byn är belägen 69 km 
från York. Orten har 3 127 invånare (2016).